# Sharon Laws
Sharon Laws (Nairóbi, 7 de julho de 1974 – 16 de dezembro de 2017) foi uma ciclista profissional britânica que, em 2008, representou o Reino Unido nos Jogos Olímpicos de Pequim, obtendo a trigésima quinta posição na prova de estrada individual.

## Morte
Após anunciar que tinha câncer do colo do útero em outubro de 2016 e passar por quimioterapia durante seis meses, morreu em 16 de dezembro de 2017.